# Manuel Puente Herrera
Manuel Puente Herrera (Liaño, 1908) fue un político, sindicalista y traductor español.

## Biografía
Nació en 1908 en Liaño, provincia de Santander. Se afilió al Partido Comunista de España (PCE) en 1930. También estuvo afiliado a la Unión General de Trabajadores (UGT), formando parte de su Federación Nacional de la Edificación —de la cual fue uno de sus dirigentes—. Durante las elecciones de 1933 fue uno de los candidatos que presentó el PCE por la circunscripción de Santander —dentro de la coalición «Izquierda Obrera»—; obtuvo 1630 votos, si bien no consiguió acta de diputado.
Tras el estallido de la guerra civil española se unió a las fuerzas republicanas, pasando a formar parte del comisariado político del Ejército Popular de la República. En octubre de 1936 fue nombrado comisario político de la recién creada 1.ª Brigada Mixta, puesto que desempeñó hasta enero de 1937. En esa fecha (3 de enero) resultó herido durante los combates del Cerro de los Ángeles en los que intervino la 1.ª BM. En el transcurso de la guerra también formó parte del comité provincial del PCE en Madrid.
Acabada la contienda se exilió en la Unión Soviética, junto a otros militares y políticos comunistas, previo paso por la Argelia francesa. Allí cursaría estudios en la Escuela política de Planérnaya, trabajando con posterioridad como obrero en Rostov del Don. Tras la invasión alemana a la URSS se alistó voluntario en el Ejército Rojo. Acabada la Segunda Guerra Mundial trabajaría como corrector y traductor para varias editoriales soviéticas, como Sovietskaya Literatura, Tiempos Nuevos o Progreso, residiendo en Moscú.
Regresó a España en 1970.